# Tàblex

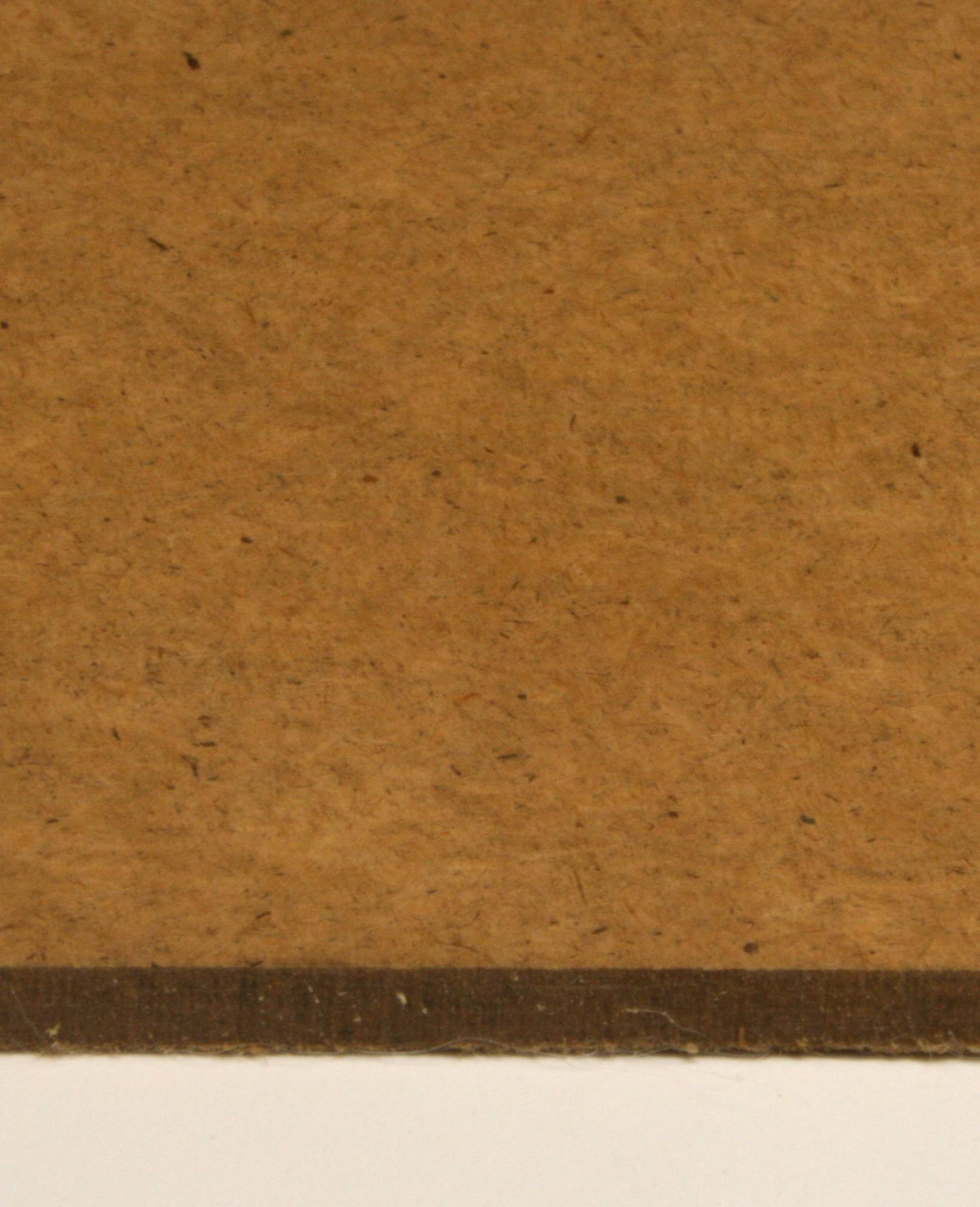
Una secció de tauler de fibra d'alta densitat

El tàblex és un tauler fabricat a partir de fibres de fusta humides sotmeses a gran pressió i elevades temperatures.

## Producció
Per unir les fibres s'utilitzen resines naturals contingudes a les mateixes fibres. Té una cara llisa i l'altra rugosa i es caracteritza per la seva extremada duresa. Existeix també perforat per a permetre el pas d'aire. Es pot considerar un tipus de fusta econòmic. S'utilitza principalment com a part posterior de mobles i fons de calaixos. És molt utilitzat com a llenç per pintar (folrat de tela i amb una capa d'emprimació) i com a part d'alguns embalatges que requereixin certa rigidesa. Altres usos podrien ser suports de pòsters o porta-retrats. És un dels taulers de fusta més coneguts pels seus usos

## Tàblex plastificat
És un tipus de tàblex amb la cara llisa recoberta amb melamina de colors llisos o d'imitació de fusta o granit. És un complement dels taulers aglomerats plastificats. Es comercialitza en les mateixes mides que el tàblex original, és lleugerament més car però continua sent assequible. S'utilitza principalment com a part posterior de mobles a joc amb els taulers plastificats. També es pot utilitzar com a revestiment decoratiu de parets o per folrar armaris, aferrant-se directament amb massilla de fixació.